# نخل تقی
نخل تقی شهری است در استان بوشهر در جنوب ایران. این شهر در بخش مرکزی شهرستان عسلویه قرار دارد. جمعیت این شهردر سال ۱۳۸۵، برابر با ۱۲۸۷۵ نفر بوده‌است.
دارای بازار بزرگ خرید کالای خارجی می‌باشد (ته لنجی) که سالیانه میزبان مسافران زیادی از تمام شهرهای ایران است.این شهر یکی از آلوده ترین شهرهای ایران است.زیراقوانین الزام آوری برای محیط زیست مردم از سوی شرکت های تفت وگازوجودندارد.

## محدوده نخل تقی
از شمال به دنبالهٔ کوه‌های زاگرس، از جنوب به خلیج فارس، از مغرب به شیرینو و از سمت مشرق به عسلویه محدود میشود.

## نگارخانه

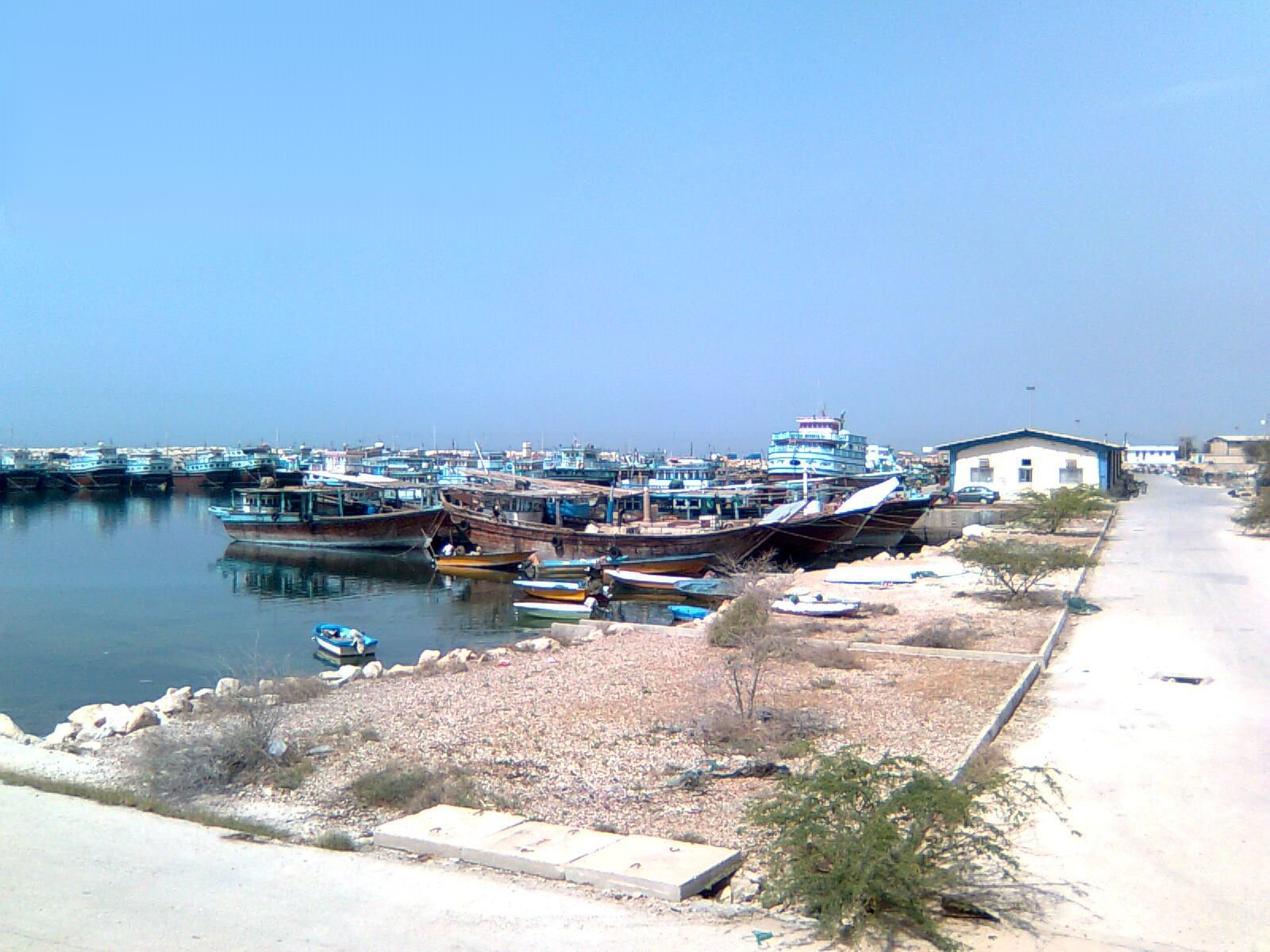
اسکله نخل تقی
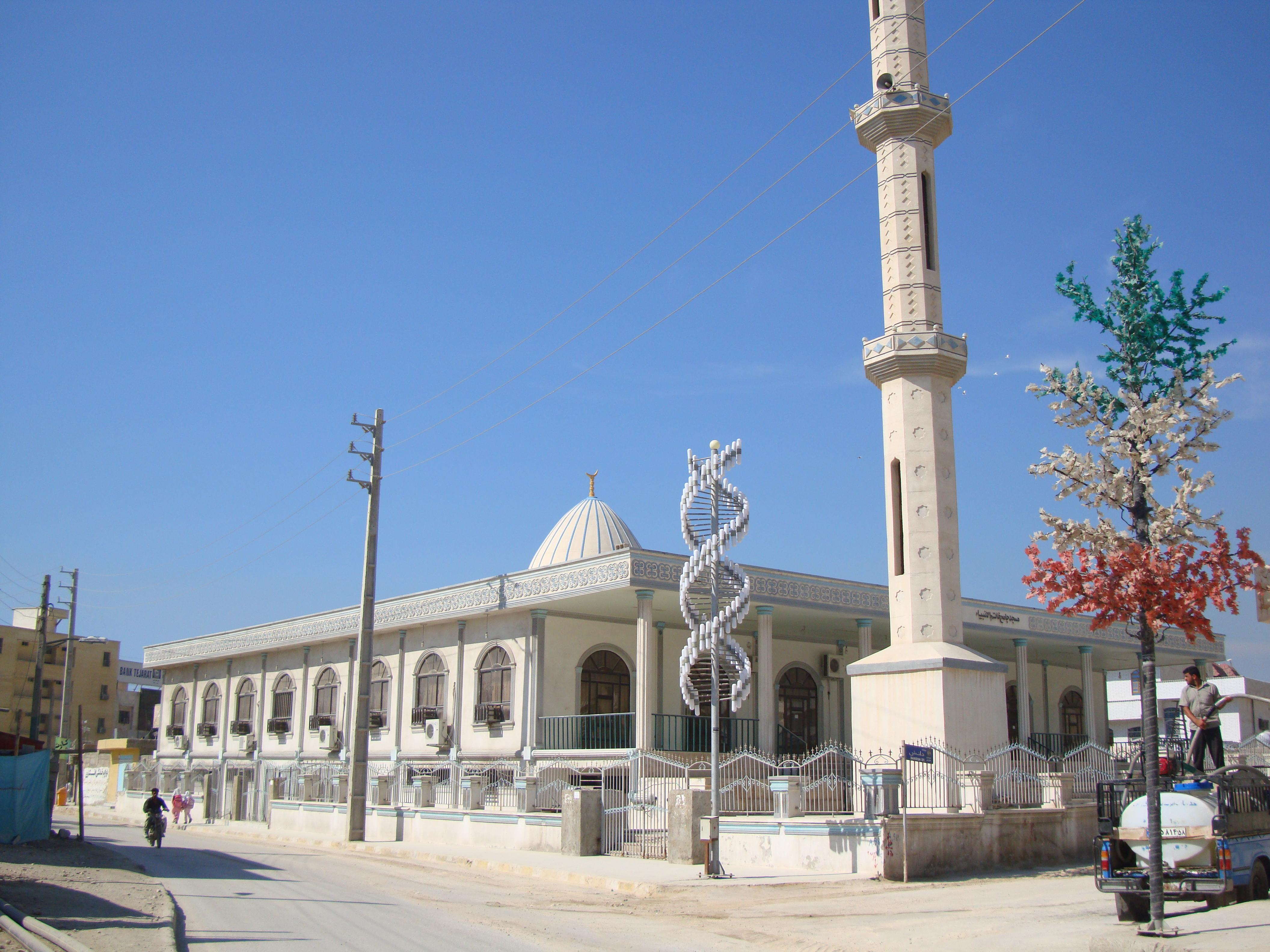
مسجد جامع نخل تقی
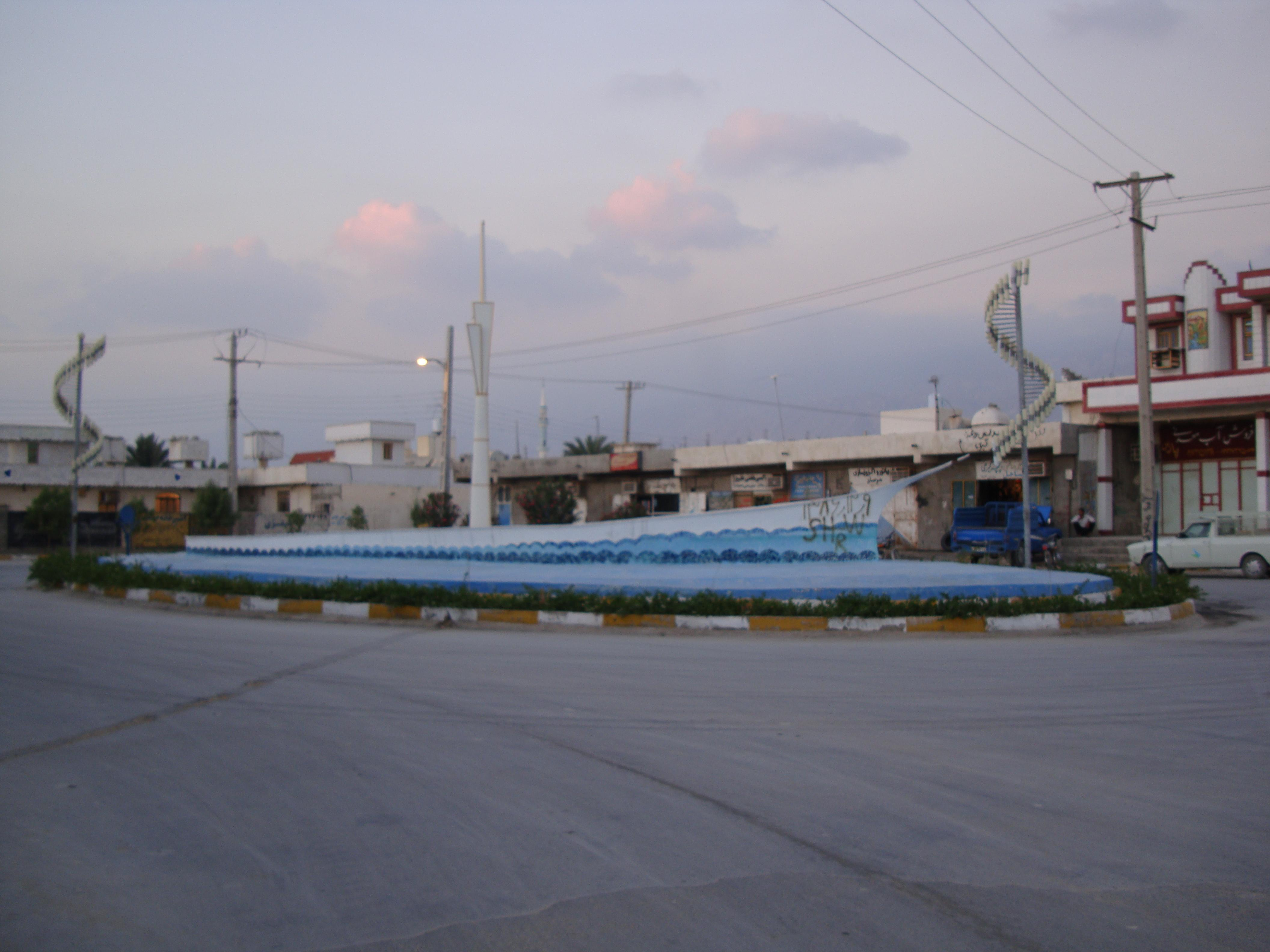
نخل تقی
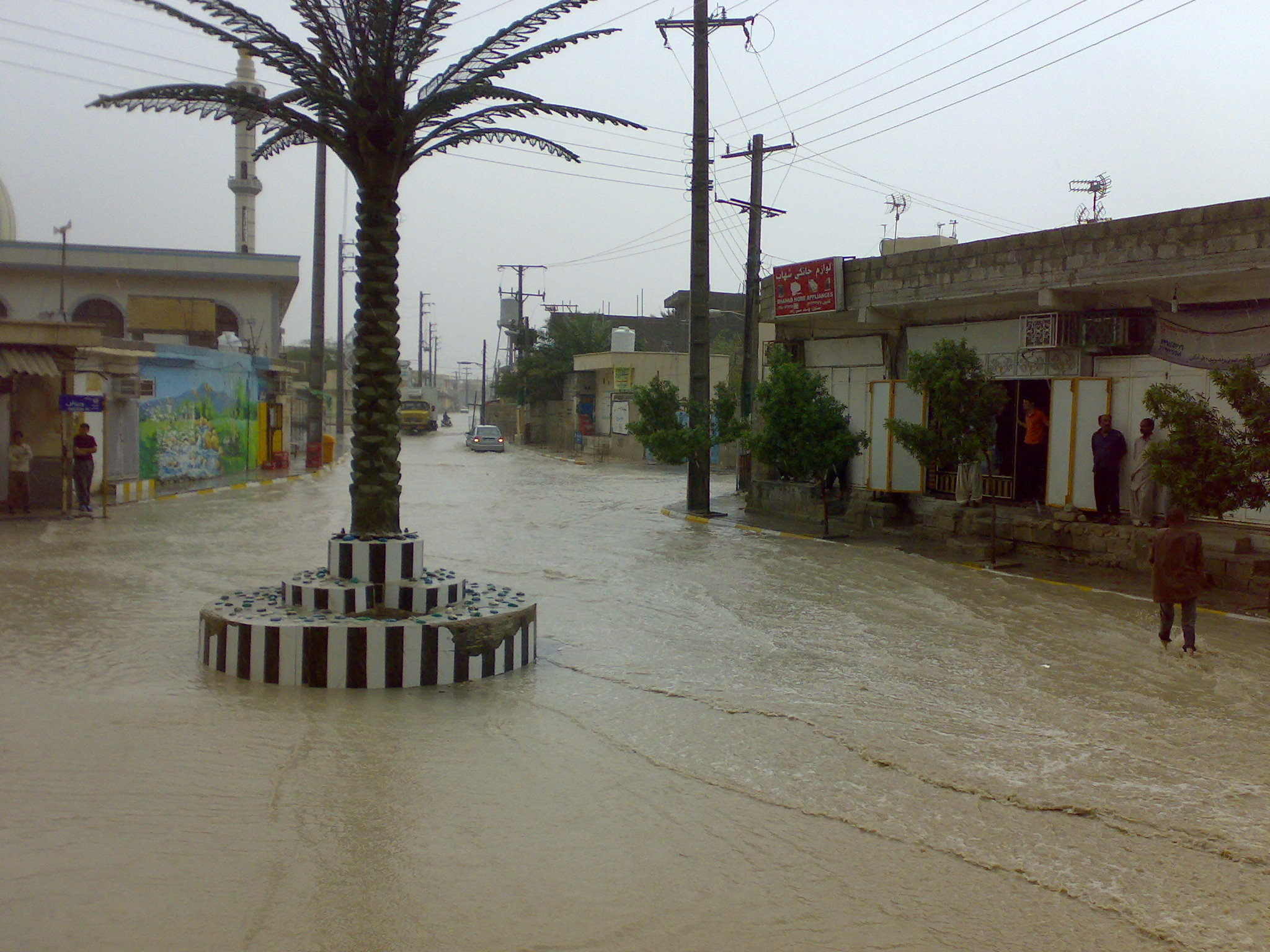
نخل تقی
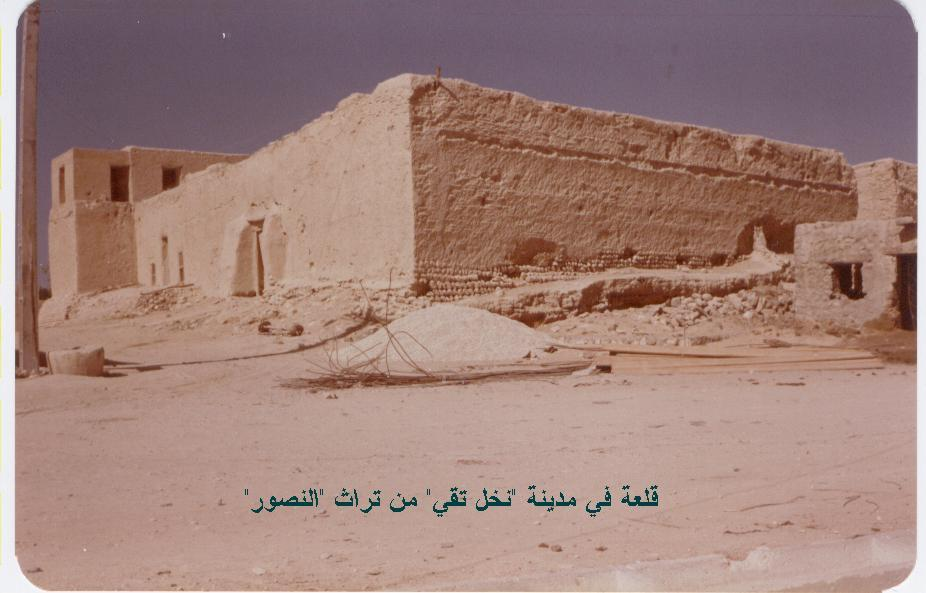
قلعه‌ای در نخل تقی
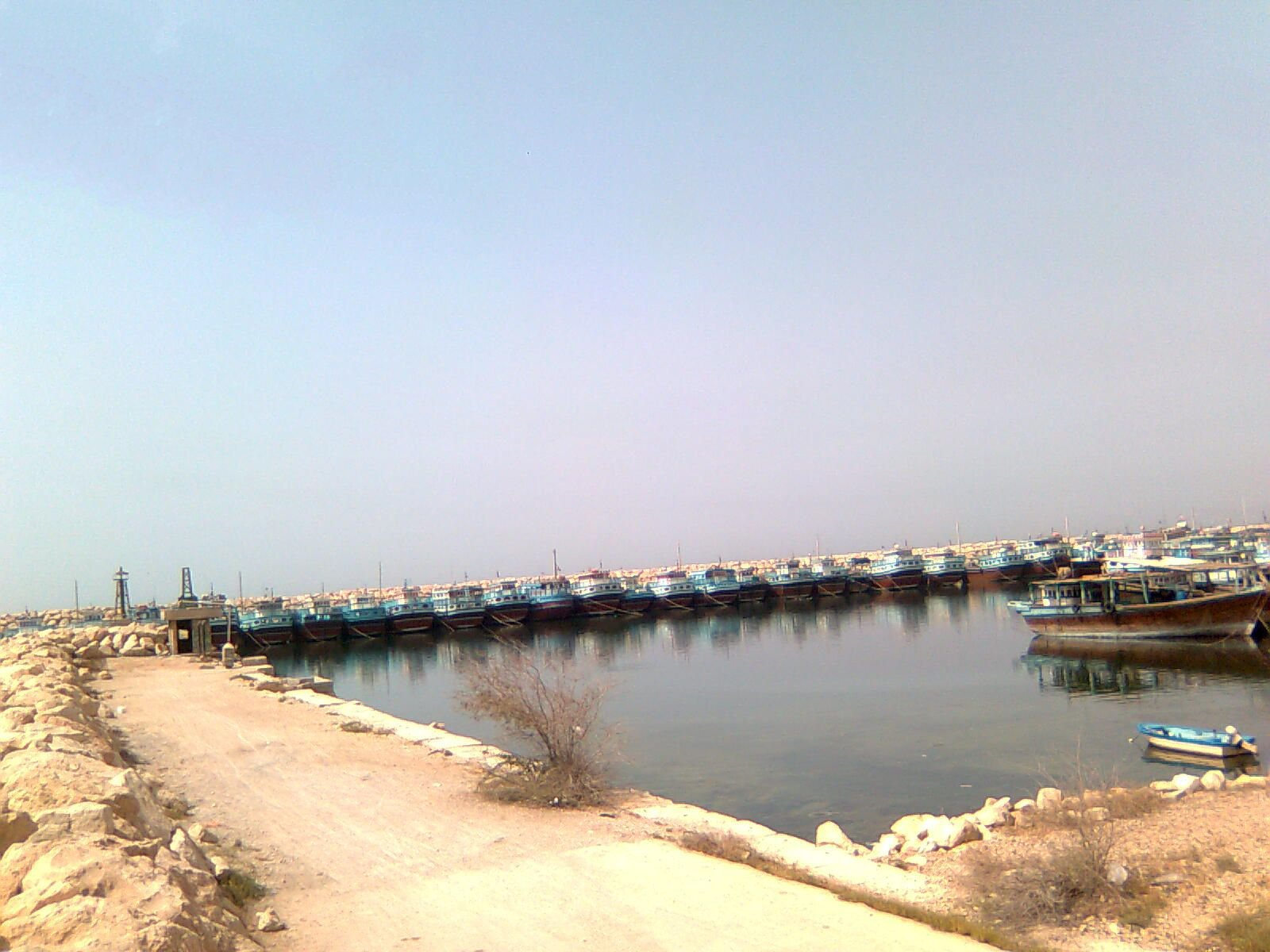
اسکله نخل تقی
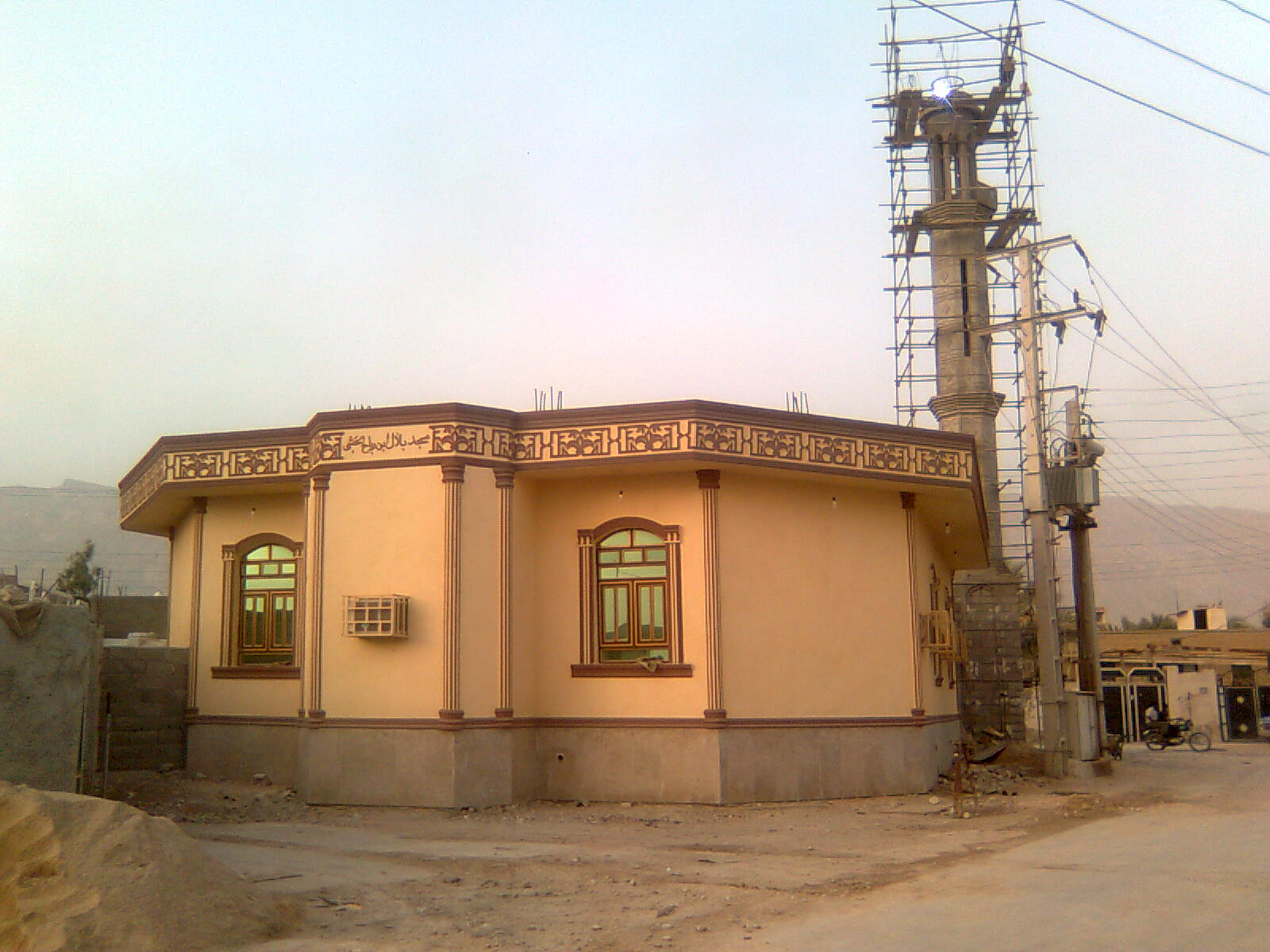
مسجد بلال در نخل تقی
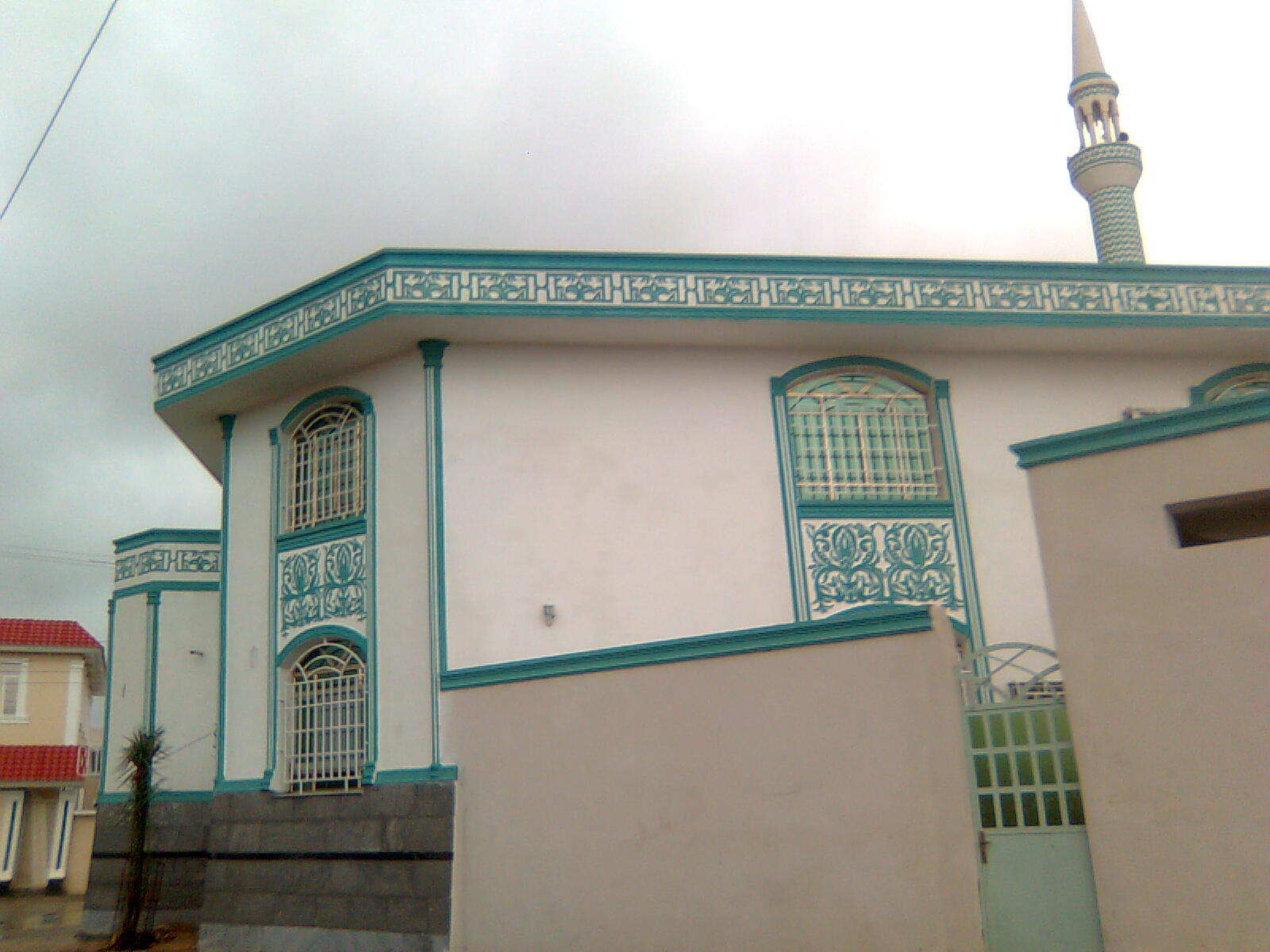
مسجد عمر در نخل تقی
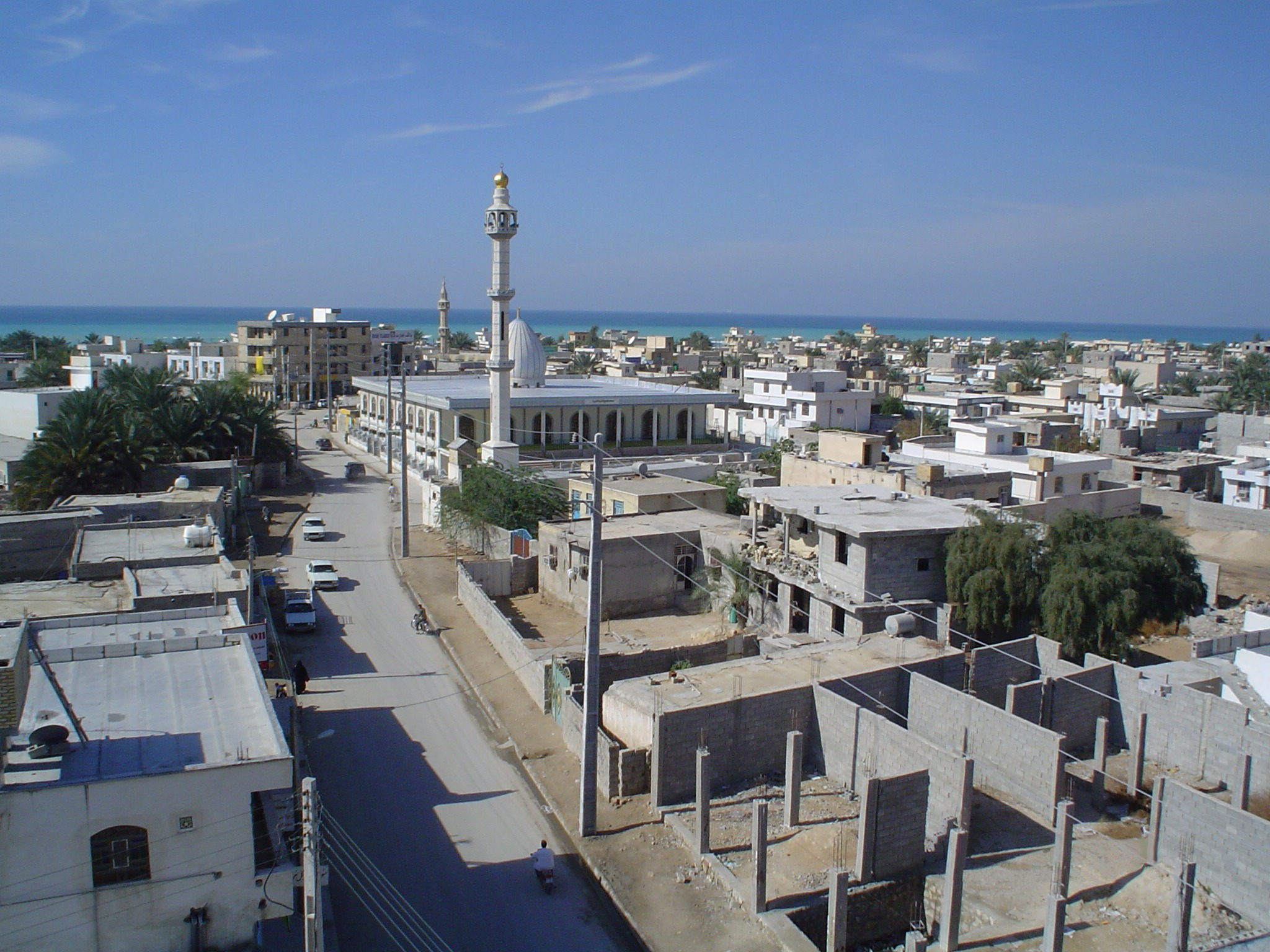
شهر نخل تقی
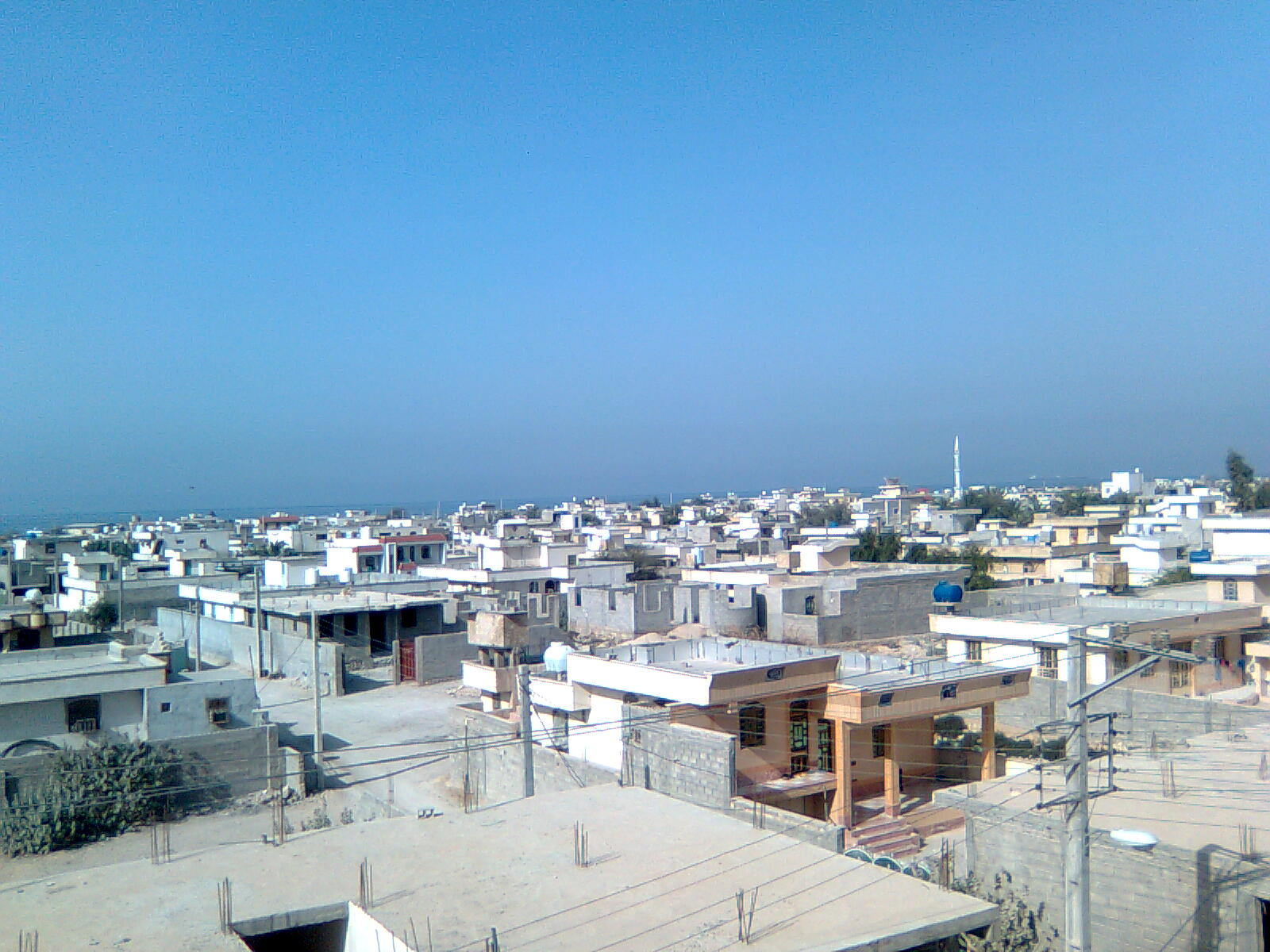
شهر نخل تقی